# 滇国
滇國（前277年—115年），傳說中由莊蹻建立，是位於中國西南邊疆地區的古王國，疆域主要在以滇池中心的雲南中部及東部地區，境內的主要族群是古代濮人的一支，一般稱為滇人。據文獻記載和考古發現，滇國在雲南歷史上大約存在了三百九十年，出現于戰國中期而消失于東漢中期。通過半個多世紀的考古發掘，在滇中及滇東北地區發現的四十多個滇文化遺址勾畫出古滇國的疆域輪廓：東至陸良、瀘西一線，西至安寧、易門一帶，北到昭通、會澤之地，南達元江、新平、個舊之境，南北長約四五百公里，東西寬約兩百餘公里。

## 歷史

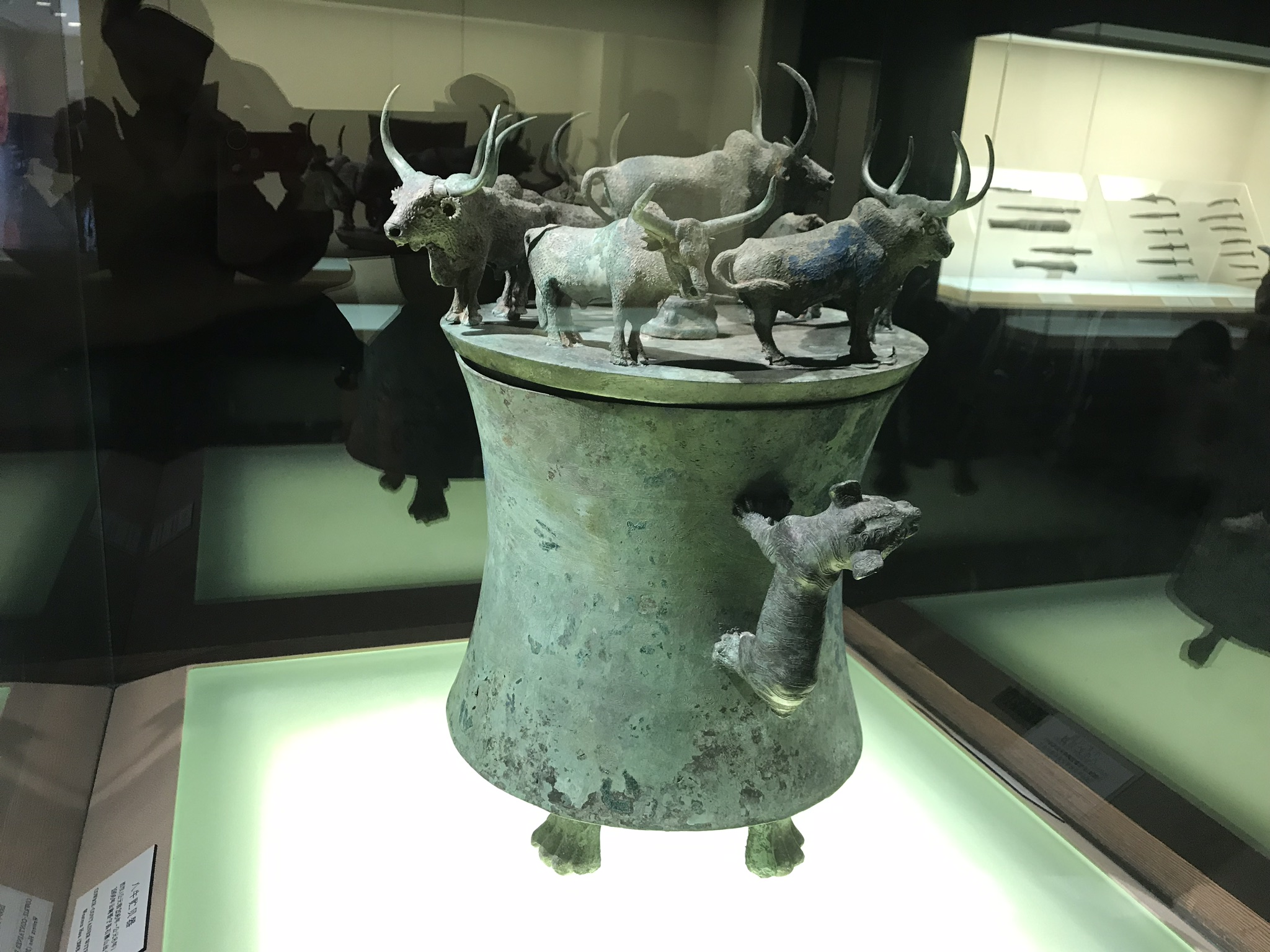
古滇国贮贝器，上海博物馆藏

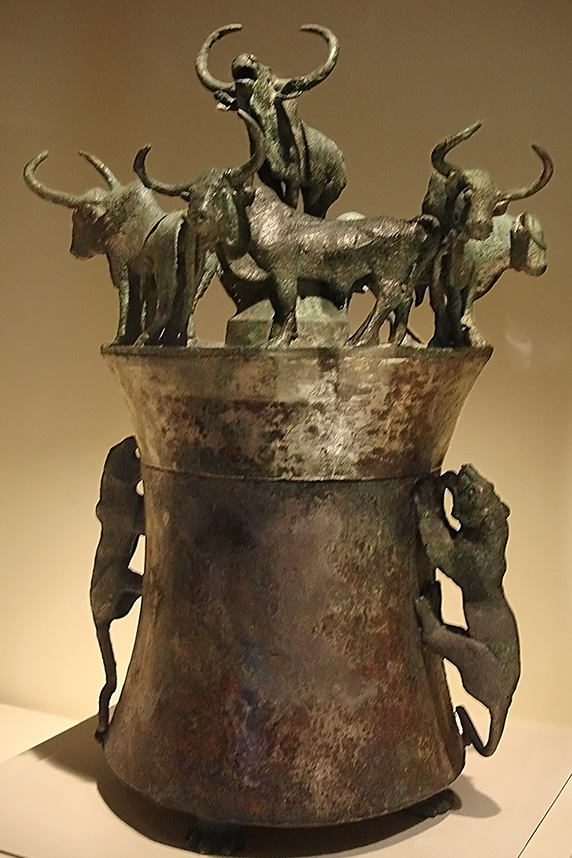
七牛铜贮贝器，中国国家博物馆藏

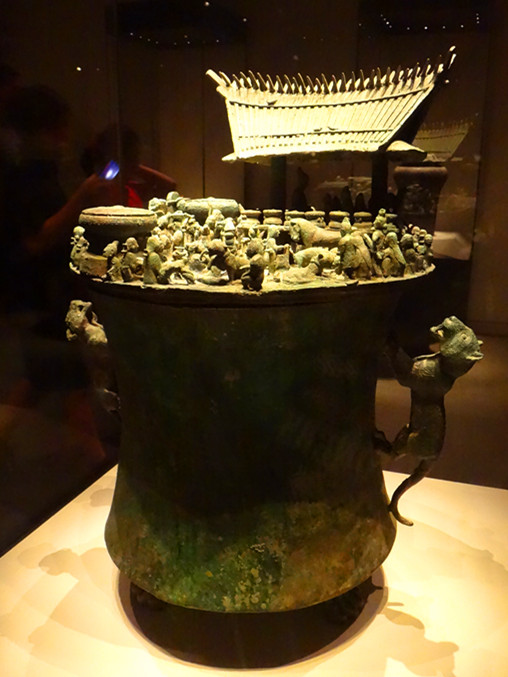
诅盟场面贮贝器，中国国家博物馆藏

生活于滇池附近的古滇族，在战国时期形成滇国。楚頃襄王時，莊蹻奉命南征。大約在前279年時，領兵通過黔中郡，經過沅水往南，攻略西南。連克且蘭（今貴州省福泉市一帶），征服夜郎（今貴州省桐梓縣一帶），一直攻到滇池（今雲南省昆明市一帶），征服了黔中、夜郎、滇等地區。莊蹻以兵威戡定其地屬楚，正要歸報楚王，然而楚國的巫郡、黔中郡在前277年時被秦國攻占，莊蹻回國之路斷絕，遂留在滇池自立為滇王，號「莊王」。秦朝曾击败滇国，秦始皇下令開通五尺道至當地，但秦朝滅亡後，交通再度中斷，关于秦朝有没有统治滇国，史学界尚有争议。
汉初国力孱弱，西南疆界退守巴蜀。公元前122年，漢武帝命王然子、柏始昌等十余批人出西南夷，想要避开匈奴，找到一条从西南通往西域大夏的通道，使团得到滇王尝羌的帮助，但由于昆明夷阻拦而未能成功。汉武帝灭南越国之后，欲使滇王入朝，但滇王尝羌倚仗拥兵数万，拒绝朝汉。公元前109年，汉武帝征巴蜀罪人讨伐滇国，滇王尝羌举國降汉，汉廷在當地設置益州郡管轄，将滇国納入漢王朝的疆域。同時賜“滇王之印”，並允許滇王繼續管理他的臣民。公元前86年，益州诸蛮叛汉，汉昭帝遣兵镇压。三年之后，益州诸蛮复叛，杀死益州太守，汉军镇压失利，损失四千余人。公元前82年，汉昭帝遣军正王平等人进剿，大破蛮兵，斩首五万余人，获畜十万余头。此战之后，滇国瓦解。東漢時，隨著漢朝郡縣制的进一步推广、鞏固以及儒家文化的推廣，滇人被逐漸分解、融合、最終完全同化。黃懿陸的《滇國史》認為，滇國在東漢元初二年（115年）才完全滅亡。

## 滇國君主列表
下表是由《滇國史》所整理出來的，由於缺乏文字材料，大部份的滇王墓還無法確認其本名及年代。
- 莊蹻（前277年—前256年）
- M33墓主（前256年—前224年）
- M12墓主（前224年—前178年）
- M3墓主（前178年—前？年）
- M13墓主（前？年—前？年）
- M71墓主（前？年—前123年）
- 嘗羌（M6墓主，前123年—前85年）

## 延伸阅读
[在维基数据编辑]
 《史記/卷116》，出自司馬遷《史記》